# Scenes and Incidents, Russo-Japanese Peace Conference, Portsmouth, N. H.
Scenes and Incidents, Russo-Japanese Peace Conference, Portsmouth, N. H. è un cortometraggio muto del 1905 diretto da Edwin S. Porter.

## Produzione
Il film fu prodotto dalla Edison Manufacturing Company.

## Distribuzione
Distribuito dalla Edison Manufacturing Company, il film - un documentario - uscì nelle sale cinematografiche USA nell'agosto 1905.
Non si conoscono copie ancora esistenti della pellicola che viene considerata presumibilmente perduta.